# Daragh O'Malley
Daragh O'Malley (Dublin, 25 mei 1954) is een Iers acteur die naast werk voor het theater in verscheidene films en televisieseries heeft gespeeld. O'Malley heeft met name bekendheid verworven met zijn bijdragen aan de televisieserie Sharpe, die liep van 1993 tot 1997.

## Biografie
O'Malley werd in 1954 geboren als zoon van Donough O'Malley, die op de dag van de geboorte van zijn zoon verkozen werd als Teachta Dála, lid van het Ierse parlement, en die later onder meer minister van Onderwijs zou worden. O'Malleys moeder Hilda, een arts, was het onderwerp van On Raglan Road, een liefdesgedicht van de Ierse dichter Patrick Kavanagh.
Daragh O'Malley werd opgevoed in Limerick en hij ging er naar scholen van de jezuïeten en de monnikenorde van de karmelieten. Hij studeerde aan de London Academy of Music and Dramatic Art. Aansluitend speelde hij bij diverse theatergezelschappen, waaronder een rol als zingende IRA-terrorist, samen met Liam Neeson, in een reizende muzikale komedie. Vanaf midden jaren zeventig speelde hij naast zijn werk bij het theater in diverse films. In de televisieserie Sharpe speelde O'Malley de rol van Patrick Harper, de trouwe sergeant van Richard Sharpe, een rol die werd vertolkt door Sean Bean. In 2011 keerde hij, na een afwezigheid van 12 jaar, weer terug op de planken.

## Erkenning
O'Malley produceerde de Ierse versie van The Rocky Horror Show, die meerdere theaterprijzen in de wacht sleepte. In 1998 kreeg hij de Best Actor Award, een theaterprijs waarvan de organisatie berustte bij Drama-Logue, een toentertijd in het westen van de VS gevestigd theatervakblad.

## Film en televisie (selectie)
- Crossroads (1974/77)
- The Long Good Friday (1980)
- Tales of the Unexpected (1983)
- Shoot to Kill (1990)
- Sharpe's Riffles (1993)
- Sharpe's Eagle (1993)
- Sharpe's Company (1994)
- Sharpe's Sword (1995)
- Sharpe's Regiment (1996)
- Sharpe's Waterloo (1997)
- The Magnificent Seven (1998)
- Silent Witness (2004) - twee afleveringen
- Waking the Dead (2007) - twee afleveringen
- Sharpe's Peril (2008)

- Library of Congress Control Number: no96051293
- Virtual International Authority File: 9441136
- WorldCat: E39PBJgRP9cKDrBjtf7WJyGvHC